# Thanh Tùng (nhà thơ)
Thanh Tùng (7 tháng 11 năm 1935 – 12 tháng 9 năm 2017), tên thật là Doãn Tùng (con cụ Doãn An), sinh tại Mỹ Lộc, Nam Định, nhưng trưởng thành tại thành phố Hải Phòng. Các bài thơ nổi tiếng của ông đều viết về Hải Phòng.
Là nhà thơ Việt Nam, tác giả của bài thơ Thời hoa đỏ đã được nhạc sĩ Nguyễn Đình Bảng phổ nhạc thành bài hát nổi tiếng cùng tên.

## Tiểu sử
Thanh Tùng làm nghề khuân vác trên bến cảng Hải Phòng, sau đó chuyển sang làm công nhân đóng tàu. Có thời gian dài ông làm nghề áp tải. Thời kỳ bài thơ "Thời hoa đỏ" được phổ nhạc, ông hành nghề bán sách trên vỉa hè sau khi thôi làm công nhân đóng tàu.
Trong nhiều năm sáng tác thơ, Thanh Tùng chưa tạo ra các "sự kiện to lớn" để báo chí viết về ông nhiều như là "người của công chúng". Tuy nhiên, ông có những bài thơ được phổ nhạc trở nên rất nổi tiếng là Thời hoa đỏ (nhạc Nguyễn Đình Bảng), Hà Nội ngày trở về (nhạc Phú Quang)... Sở dĩ Doãn Tùng lấy bút danh Thanh Tùng vì ông thương người em ruột tên là Thanh mắc bệnh tâm thần nên đem tên em vào trước tên mình.
Năm 1997, ông được cử làm đại diện của Việt Nam sang Hy Lạp đọc thơ với đại biểu các nước. Năm 2001, Thanh Tùng mới xuất bản tập thơ đầu tiên cho riêng mình mang tên Thời hoa đỏ (Nhà xuất bản Văn học) được Hội Nhà văn Việt Nam trao giải thưởng năm 2002. Ngoài bài thơ Hà Nội ngày trở về, Phú Quang còn chọn 2 bài thơ khác của ông là Người về và Mùa thu giấu em để phổ nhạc.
Ông mất ngày 12 tháng 9 năm 2017 tại Thành phố Hồ Chí Minh vì căn bệnh ung thư dạ dày.

## Đời tư
Thanh Tùng từng trải qua hai cuộc hôn nhân. Cuộc hôn nhân lần đầu của ông đã tan vỡ. Cuộc tình này được mô tả là hai người "đến với nhau bắt đầu và kết thúc cũng vì thơ". Người vợ đầu của Thanh Tùng (tên Thanh Nhàn) ở Hải Phòng nổi tiếng có nhan sắc, sau đó đã chia tay ông đi lấy người khác ở Quảng Ninh. Tuy chia tay nhau nhưng Thanh Tùng vẫn yêu thương người vợ này.
Năm 1973, nghe tin người vợ cũ qua đời vì bệnh tim, ông tức tốc xuống Quảng Ninh nơi bà đã sống trong những tháng ngày xa ông để tiễn đưa nhau lần cuối. Và bài thơ Thời hoa đỏ đã ra đời trong hoàn cảnh này. Nhân vật nữ trong bài thơ chính là người vợ đầu trong mối tình tan vỡ của ông
Năm 1995, theo sự mai mối của vợ chồng nhà thơ Hoàng Hưng, Thanh Tùng vào Nam lập gia đình mới khi đã 60 tuổi. Người vợ thứ hai của ông là thanh niên xung phong thời chống Mỹ, cũng là một độc giả yêu mến thơ của ông. Sau khi vào nam, ông đã sáng tác trường ca Phương Nam.

## Các tác phẩm
- Thời hoa đỏ (tập thơ, 2001)
- Con sông chảy từ lòng phố
- Cửa sóng
- Trường ca Phương Nam
- "Gió và chân trời", nxb Hải Phòng, 1985
- "Khúc hát quê xa", nxb Văn nghệ Thành phố Hồ Chí Minh, 2004
- "Cái ngày xưa ấy", nxb Đà Nẵng, 2004
- "Thuyền đời", nxb Đà Nẵng, 2006

Nhạc sĩ Phú Quang có nhận xét về thơ của Thanh Tùng: 
"Tôi đã phổ của Thanh Tùng ba bài thơ "Người về", "Hà Nội ngày trở về" và "Mùa thu giấu em". Riêng bài Hà Nội ngày trở về thì câu hát "vội vã trở về, vội vã ra đi" đã trở thành câu cửa miệng của nhiều người. Phải thừa nhận, Thanh Tùng có những câu thơ thật thi sĩ, đọc một lần thì ám ảnh khôn nguôi. Ngoài cái tứ, thơ Thanh Tùng cũng giàu nhạc điệu. Tôi đang phổ một bài thơ khác của Thanh Tùng viết về mẹ với hình ảnh đắt giá "tiếng mẹ run như sóng, tiếng mẹ mềm như tơ, mẹ cười hay mẹ khóc, chỉ thấy mắt ta mờ".

## Chú dẫn
1. ↑  Tác giả 'Thời hoa đỏ' qua đời ở tuổi 83 Hà Lê, Vietnamnet, ngày 13/9/2017.]
2. 1 2 3 4 5  Những vần thơ đẫm mồ hôi người thợ Trần Hoàng Nhân, báo Người lao động 13/07/2007 23:39
3. 1 2 3  Thời hoa đỏ như máu ứa Trần Hoàng Nhân, báo Thể thao văn hóa cuối tuần ra ngày 21/6/2008